# Erzbistum Luanda

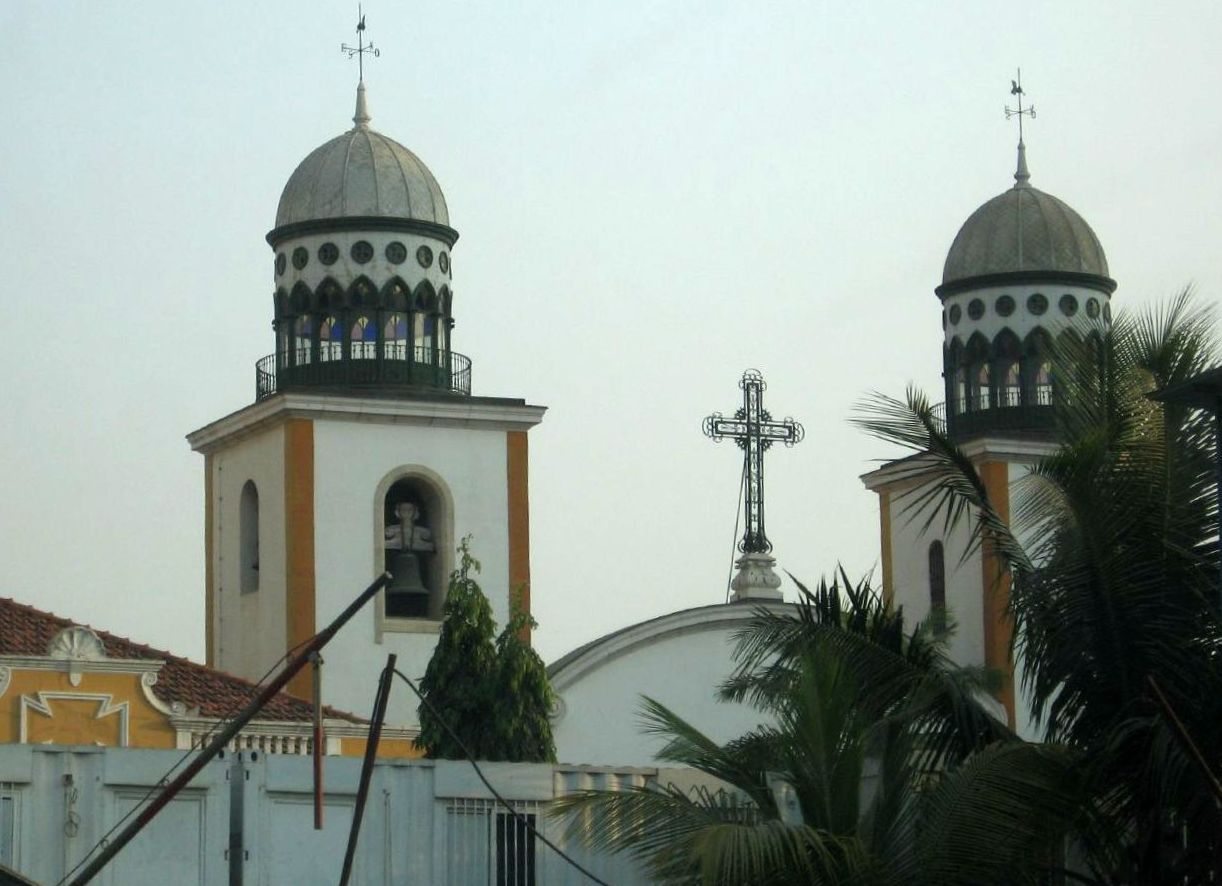
Kathedrale von Luanda

Das Erzbistum Luanda (lateinisch Archidioecesis Luandensis, portugiesisch Arquidiocese de Luanda) ist eine in Angola gelegene römisch-katholische Erzdiözese mit Sitz in Luanda. Es umfasst die Provinzen Luanda und Bengo.

## Geschichte
Bereits ab 20. Mai 1596 bestand in Angola ein Bistum namens Angola und Congo, welches dem Namen nach noch weitere Gebiete außerhalb Angolas umfasste und aus dem Bistum São Tomé heraus gegründet wurde.
Ab 4. September 1940 hieß das Bistum Luanda und wurde zur Erzdiözese erhoben.
Von 1957 bis 1990 wurden in Angola neue Bistümer errichtet, die dann nach und nach die Kirchenprovinz Luanda bildeten.

## Bischöfe

### Bischöfe von Angola und Congo (1596–1940)
- Miguel Rangel OFM (1596–1602)
- António de Santo Estevão OP (1604–1608)
- Manuel Batista OFM (1609–1620)
- Simon Mascarenhas OFM (15. Februar 1621–13. Oktober 1624)
- Francisco de Soveral OSA (8. Februar 1627–5. Januar 1642)
- Manuel da Natividade, OFM (2. Dezember 1675–8. Dezember 1685)
- João Franco de Oliveira (9. Juni 1687–9. Januar 1692)
- Antônio de Nossa Senhora do Desterro Malheiro OSB (3. September 1738–15. Dezember 1745)
- Manoel de Santa Ines Ferreira OCD (15. Dezember 1745–6. August 1770)
- Luiz de Brito Homem (17. Dezember 1791–24. Mai 1802)
- Joaquim Maria Mascarenhas Castello Branco (20. Dezember 1802–April 1807)
- João Damasceno Da Silva Póvoas (19. Dezember 1814–21. Februar 1826)
- Gioacchino Moreira Reis OSB (28. September 1849– ? )
- Giuseppe Lino de Oliveira (21. Dezember 1863– ? )
- Tommaso Gomes de Almeida (4. August 1871–22. September 1879)
- José Sebastião d’Almeida Neto OFM (22. September 1879–9. August 1883)
- Antonio Tommaso da Silva Leitao e Castro (27. März 1884–1. Juni 1891)
- Antonio Dias Ferreira (1. Juni 1891–1906)
- António Barbosa Leão (26. April 1906–19. Dezember 1907)
- João Evangelista de Lima Vidal (31. März 1909–9. Dezember 1915)
- Moisés Alves de Pinho CSSp (7. April 1932–4. September 1940)

### Erzbischöfe von Luanda (ab 1940)
- Moisés Alves de Pinho CSSp (4. September 1940–17. November 1966)
- Manuel Nunes Gabriel (17. November 1966–19. Dezember 1975)
- Eduardo André Muaca (19. Dezember 1975–31. August 1985)
- Alexandre Kardinal do Nascimento (16. Februar 1986–23. Januar 2001)
- Damião António Franklin (23. Januar 2001–28. April 2014)
- Filomeno Vieira Dias, (seit 8. Dezember 2014)